# Gertrud (Vorname)
Gertrud, auch Gertrude, Gertraud ist ein weiblicher Vorname.

## Herkunft
Gertrud ist ein Name aus dem germanischen Sprachraum. Der erste Teil bezieht sich auf: ger ‚Speer, Wurfspieß‘. Der zweite Teil kommt aus dem Althochdeutschen entweder von -trud-‚ stark, die Macht, die Gewalt, oder -trud-, -trut-‚ (ver)traut, lieb‘.

## Popularität
Der Vorname Gertrud erfreute sich Anfang des 20. Jahrhunderts in Deutschland großer Beliebtheit. Von 1905 an bis Anfang der zwanziger Jahre war er fast ununterbrochen der am häufigsten vergebene weibliche Vorname. In der Folgezeit nahm seine Popularität kontinuierlich ab.

## Varianten
- Gertrud, Gertrude, altertümlich: Gertrudis
- Gertraud
- altertümlich: Geretrud(e/is)
- altertümlich: Garitrude, Gartrude
- Gerdrut (im Elbe-Weser-Dreieck)
- Gesche oder Geesche (niederdeutsche Variante)
- Gertruda, tschechisch

Kurzform:
- Geerte, in den Niederlanden gebräuchliche Kurzform
- Gerry oder Gerrie, in den Niederlanden gebräuchlich
- Gerti, Traudi, oberdeutsch (bayrisch-österreichisch)
- Gesa, friesisch
- Gesine, friesisch
- Traudel, oberdeutsch
- Traute
- Trudel, oberdeutsch
- Trude
- Trudi
- Trudla, obersorbische Form von Gertrud

## Namenstage
- 17. März (Gertrud von Nivelles)
- 16. November (Gertrud von Helfta, im römischen Generalkalender) bzw. 17. November (Gertrud von Helfta, im Benediktinerorden und in Deutschland)

## Namensträgerinnen

### Heilige und Selige
- Hl. Gertrud von Nivelles (* 626; † 659), Äbtissin des Klosters Nivelles in Belgien
- Hl. Gertrud von Brabant (6. Jahrhundert), Äbtissin des Klosters Hamage[2]
- Selige Gertrud von Altenberg (* 1227; † 1297), Gertrud die Große, Nonne und Mystikerin, Tochter von Elisabeth von Thüringen
- Hl. Gertrud von Helfta (* 1256; † 1302), deutsche Mystikerin, Zisterzienserin im Kloster Helfta
- Selige Gertrud van Oosten (* um 1300; † 1358), Mystikerin[3]
- Gertrud von Schaffgotsch (* 1850; † 1922), Ordensgründerin
- Gertrud von Traunkirchen († um 1050), Äbtissin von Traunkirchen

### Herrscherinnen
- Gertrud von Comburg († 1130/1), deutsche Königin
- Gertrud von Sulzbach († 1146), deutsche Königin
- Gertrud (Bayern und Sachsen) († 1197), dänische Königin
- Gertrud von Andechs († 1213), Gräfin von Andechs-Meranien und Königin von Ungarn

### Äbtissinnen
- Gertrudis von Bentheim († 1303), Äbtissin im Stift Nottuln und Stift Metelen
- Gertrud II. (Gernrode) († 1324), von 1317 bis 1324 die Äbtissin der vereinigten Stifte von Gernrode und Frose
- Gertrud II. (Herford) (amtierte ca. 1215–1234/1238), Äbtissin der Reichsabtei Herford[4][5]
- Gertrud von Tegerfelden († nach 1200), Äbtissin des freiweltlichen Damenstifts Buchau im heutigen Bad Buchau am Federsee

### Weitere Adlige des Mittelalters
- Gertrud (Tochter von Mieszko II.) (* ca. 1025; † 1108), Tochter des polnischen Königs Mieszko II.
- Gertrud Billung (1030–1113)
- Gertrud die Ältere von Braunschweig († 1077)
- Gertrud die Jüngere von Braunschweig (um 1060–1117)
- Gertrud von Sachsen (1115–1143)
- Gertrud von Baden (* vor 1160; † vor 1225), markgräfliche Prinzessin von Baden
- Gertrud II. zur Lippe (* ca. 1212; † 1244), Gattin des Grafen Ludwig von Ravensberg (* ab 1200)[5]

### Personen des 19. bis 21. Jahrhunderts

#### Gertrud, Gertrude, Gertrudis
- Gertrude Abercrombie (1909–1977), US-amerikanische Künstlerin des Surrealismus
- Gertrud Aretz (1915–2004), deutsche Fürsorgerin und Politikerin (CDU)
- Gertrude Astor (1887–1977), US-amerikanische Schauspielerin
- Gertrud Baer (1890–1981), deutsche Frauenrechtlerin und Friedensaktivistin
- Gertrud Bäumer (1873–1954), deutsche Frauenrechtlerin, liberale Politikerin, Publizistin und Schriftstellerin
- Gertrude Bell (1868–1926), u. a. britische Forschungsreisende, Historikerin, Schriftstellerin, Archäologin, Alpinistin und politische Beraterin
- Gertrude Blanch (1897–1996), russisch-amerikanische Mathematikerin
- Gertrud Burgsthaler-Schuster (1916–2004), österreichische Opernsängerin (Mezzosopran und Alt) sowie Gesangspädagogin
- Gertrude Diener (1912–1988), österreichische bildende Künstlerin
- Gertrude Ederle (1905–2003), US-amerikanische Schwimmerin
- Gertrude Ezorsky (1926–2019), US-amerikanische Philosophin
- Gertrude Fehr (1895–1996), deutsche Fotografin
- Gertrud von le Fort  (1876–1971), deutsche Schriftstellerin
- Gertrud Frisch-von Meyenburg (1916–2009), Schweizer Architektin
- Gertrud Fussenegger (1912–2009), österreichische Schriftstellerin
- Gertrudis Gómez de Avellaneda (1814–1873), kubanisch-spanische Dichterin, Dramatikerin und Schriftstellerin
- Gertrude Grob-Prandl (1917–1995), österreichische Opernsängerin
- Gertrude Hoffman (1871–1968), US-amerikanische Schauspielerin deutscher Herkunft
- Gertrude Hoffman (1885–1966), US-amerikanische Tänzerin
- Gertrud Höhler (* 1941), deutsche Publizistin und Unternehmensberaterin
- Gertrud Isolani (1899–1988), deutsche Journalistin und Schriftstellerin
- Gertrude Krombholz (* 1933), deutsche Tanz- und Sportpädagogin sowie Begründerin des Rollstuhltanzes
- Gertrude Langer (1908–1984), österreichisch-australische Kunsthistorikerin und -kritikerin
- Gertrude Langfelder (1884–1958), deutsche Schauspielerin, Regisseurin und Hörspielsprecherin
- Gertrude Lintz (1880–1968), US-amerikanische Hundezüchterin und Halterin von Menschenaffen
- Gertrud Lockmann, geborene Buschow (1895–1962), deutsche SPD-Politikerin
- Gertrude Lübbe-Wolff (* 1953), deutsche Rechtswissenschaftlerin
- Gertrud Mahnke (1907–1992), deutsche Gewerkschafterin
- Gertrud Elisabeth Mara (1749–1833), deutsche Opernsängerin
- Gertrud Metz (1746–1793), deutsche Malerin
- Gertrud Meyen (1919–2012), deutsche Schauspielerin und Synchronsprecherin
- Gertrudis Molz (1869–1928), deutsche Zisterzienserin, von 1909 bis 1928 Äbtissin des Zisterzienser-Klosters Lichtenthal
- Gertrude Neumark (1927–2010), US-amerikanische Physikerin und Hochschullehrerin
- Gertrud Oppenheimer (1893–1948), deutsche Chemikerin
- Gertrud Pappenheim (1871–1964), deutsche Kindergärtnerin und Fröbelpädagogin
- Gertrud Pätsch (1910–1994), deutsche Ethnologin, Philologin, Religionswissenschaftlerin und Hochschullehrerin
- Gertrud Pawlik (1913–2024), deutsche Altersrekordlerin
- Gertrud Pickhan (* 1956), deutsche Historikerin
- Gertrud Pigor (* 1958), deutsche Theaterregisseurin und Theaterautorin
- Gertrude Pritzi (1920–1968), österreichische Tischtennisspielerin
- Gertrud Pütz-Neuhauser (1923–1999), österreichische Nationalökonomin, Hochschullehrerin
- Gertrude Rand (1886–1970), US-amerikanische Psychologin und Hochschullehrerin
- Gertrude Rosenthal (1906–1989), deutsch-US-amerikanische Kunsthistorikerin
- Gertrude Sandmann (1893–1981), Berliner Künstlerin jüdischer Herkunft
- Gertrud von Schlieben (1873–1939), deutsche Schriftstellerin
- Gertrude Schoepperle (1882–1921), US-amerikanische Romanistin und Keltologin deutscher Abstammung
- Gertrud Scholz (1881–1950), deutsche Politikerin (SPD)
- Gertrud Stein (eigentlich Henriette Fürth, 1861–1938), deutsche Frauenrechtlerin, Publizistin, Soziologin und Politikerin
- Gertrude Stein (1874–1946), US-amerikanische Schriftstellerin, Verlegerin und Kunstsammlerin
- Gertrude Wagner (1925–2009), internationale Schachspielerin und -funktionärin
- Gertrud Wehl-Rosenfeld (1891–1976), deutsche Pianistin und Musikpädagogin
- Gertrude Wilhelmsen (geb. Stelling; 1913–2005), US-amerikanische Diskus- und Speerwerferin
- Gertrude Wondrack (1920–1971), österreichische Gewerkschafterin und Politikerin (SPÖ)
- Gertrud Wysse Hägg (1912–2006), schwedisch-amerikanische Künstlerin
- Gertrud Zasche (1920–2014), deutsche Lyrikerin

#### Gertraud, Gertraude
- Gertraud von Bullion (1891–1930), erstes weibliches Mitglied der Schönstattbewegung, Gründerin des Schönstatt-Frauenbundes
- Gertraud Auinger-Oberzaucher (* 1971), österreichische Politikerin (NEOS)
- Gertraud Ellinger-Binder (* 1938), deutsche Malerin und Zeichnerin
- Gertraud Fenk-Oczlon (* 1948), österreichische Linguistin
- Gertraud Geißler (* vor 1978), deutsche Pianistin und Hochschullehrerin
- Gertraud Gruber (1921–2022), deutsche Kosmetikerin und Unternehmerin
- Gertraud Heise (* 1944), deutsche Journalistin und Autorin
- Gertraud Jesserer (1943–2021), österreichische Film- und Theaterschauspielerin
- Gertraud Kaltenecker (1915–2004), deutsche Komponistin und Sängerin
- Gertraud Klemm (* 1971), österreichische Schriftstellerin
- Gertraud Knoll (* 1958), österreichische ehemalige evangelische Pfarrerin und Politikerin (SPÖ)
- Gertraud Kreißig (1938–2011), deutsche Schauspielerin
- Gertraude Krell (1952–2016), deutsche Wirtschaftswissenschaftlerin, Professorin für Betriebswirtschaftslehre
- Gertraude Krueger (* 1949), deutsche Übersetzerin
- Gertraude Mikl-Horke (* 1944), österreichische Soziologin
- Gertraud Möhwald (1929–2002), deutsche Keramikerin und Bildhauerin
- Gertraude Nath-Krüger (1933–2016), deutsche Malerin und Grafikerin
- Gertraude Portisch (1920–2018), österreichische Schriftstellerin
- Gertraud Salzmann (* 1964), österreichische Lehrerin, Juristin und Politikerin (ÖVP)
- Gertraud Schottenloher (* um 1949), deutsche Psychologin, Professorin
- Gertraud Stadler (* 1974), deutsche Psychologin, Hochschullehrerin
- Gertraude Steindl (* 1945), österreichische Präsidentin der Aktion Leben Österreich

### Fiktive Namensträgerinnen
- die Puppenfigur einer Maus aus dem Märchenwald, siehe Herr Fuchs und Frau Elster
- Gertrude von Dänemark, die Mutter Hamlets in William Shakespeares gleichnamigem Schauspiel